# Pozo de Guadalajara
Pozo de Guadalajara ist ein zentralspanischer Ort und eine Gemeinde (municipio) mit nur noch 1.699 Einwohnern (Stand: 2024) in der Provinz Guadalajara in der Autonomen Region Kastilien-La Mancha.

## Lage und Klima
Der ca. 910 m hoch gelegene Ort Pozo de Guadalajara liegt im Norden des südlichen Teils der Iberischen Hochebene (meseta). Die Provinzhauptstadt Guadalajara befindet sich knapp 20 km (Fahrtstrecke) nördlich; die Stadt Madrid ist gut 54 km in westlicher Richtung entfernt. Die sehenswerte Kleinstadt Pastrana befindet sich ca. 34 km südöstlich. Das Klima im Winter ist gemäßigt, im Sommer dagegen warm bis heiß; die eher geringen Niederschlagsmengen (ca. 415 mm/Jahr) fallen – mit Ausnahme der nahezu regenlosen Sommermonate – verteilt übers ganze Jahr.

## Bevölkerungsentwicklung
| Jahr      | 1857 | 1900 | 1950 | 2000 | 2019  |
| Einwohner | 227  | 206  | 274  | 381  | 1.303 |

Aufgrund ihrer Nähe zu Großraum Madrid ist die Bevölkerung der Gemeinde trotz der Mechanisierung der Landwirtschaft, der Aufgabe bäuerlicher Kleinbetriebe und der daraus resultierenden Arbeitslosigkeit auf dem Lande seit der Mitte des 20. Jahrhunderts deutlich angewachsen.

## Wirtschaft
Die wichtigste Rolle im Wirtschaftsleben der Gemeinde spielte jahrhundertelang die Landwirtschaft (Ackerbau, Viehzucht sowie Wein- und Olivenanbau), die in früheren Jahrhunderten hauptsächlich der Selbstversorgung diente. Haltbare Produkte wie Käse, Wurst, Tierhäute und Wolle wurden von fahrenden Händlern aufgekauft oder getauscht.

## Geschichte
Keltische, römische und Westgotische Spuren fehlen. Aus maurischer Zeit stammen einige Baureste. Möglicherweise entstand der Ort erst allmählich in der Phase der Wiederbesiedlung (repoblación) nach der Rückeroberung (reconquista) Toledos im Jahr 1085; jedenfalls stammen die ältesten urkundlichen Nachrichten erst aus den 20er Jahren des 15. Jahrhunderts. Im Jahr 1430 übergab König Johann II. von Kastilien den Ort und sein Umland an Iñigo López de Mendoza, den Marques de Santillana, aus dem Haus Mendoza; seit dem Jahr 1469 gehörte Pozo (wie auch Atanzón, Pioz u. a.) zum Grundbesitz von Álvar Gómez, einem Höfling (gentilhombre) und Sekretär (secretario) der Katholischen Könige. Im 16. Jahrhundert erhielt der Ort die Stadtrechte (villazgo).

## Sehenswürdigkeiten

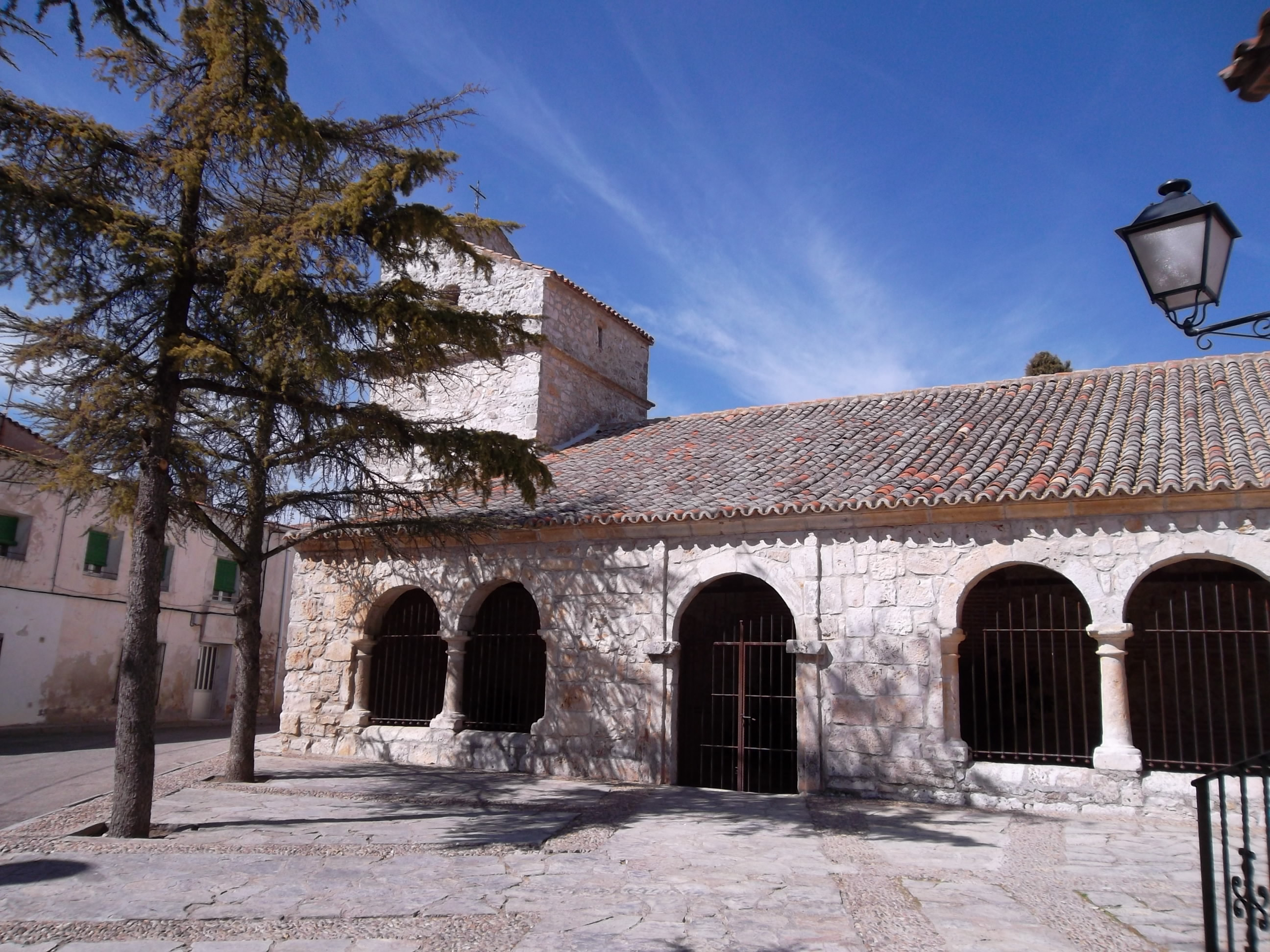
Kirche San Mateo

- Die – mit Ausnahme der Ecksteine – weitgehend aus unbehauenen Bruchsteinen erbaute Kirche San Mateo hat romanisch-mudéjare Ursprünge. Bemerkenswert sind ihre größtenteils aus Werksteinen errichtete Südvorhalle (galería porticada) sowie der nahezu vollständig aus Ziegelsteinen errichtete Triumphbogen und die ganz ähnlich gestaltete Apsis. Letztere ist gewölbt, wohingegen das Kirchenschiff (nave) von einem Artesonado-Dachstuhl überspannt wird.[5]
- Auf einem abgetreppten Sockel auf dem Hauptplatz des Ortes steht eine Gerichtssäule (rollo oder picota) mit einem von vier Löwenköpfen gebildeten Kapitell als Zeichen städtischer Eigenständigkeit.[6]
- Am Ortsrand befindet sich ein kleiner Kuppelbau. Es ist der einzige Rest eines aus maurischer Zeit stammenden Brunnens (pozo) mit Schöpfrad.